# Tullio Oss Emer
(Carlo Galasso)
Tullio Oss Emer (Pergine Valsugana, 11 febbraio 1922 – Bolzano, 10 luglio 2004) è stato un pittore, illustratore e scenografo italiano.

## Biografia
Nasce l'11 febbraio 1922 a Pergine Valsugana, in Trentino. Nel 1940, appena diciassettenne, vince i "ludi dell'arte" provinciali e viene inviato a Roma come rappresentante della Provincia di Bolzano nel concorso nazionale d'arte riservato ai vincitori delle province. A vent'anni ha già progettato e realizzato intere scene per il Teatro Verdi di Bolzano, poi distrutto durante la guerra. Per molti anni ha eseguito illustrazioni per libri e giornali vari. Nel 1945 ha fondato uno studio che ancor oggi porta il suo nome e che si è sempre occupato di attività artistica creativa, spaziando in tutti i settori (design, inserzioni, cartellonistica, creazione di marchi, computer-grafica e altro). Ha tenuto corsi di disegno applicato. È stato membro fisso del gruppo Artegiro, il quale allora comprendeva sedici pittori selezionati in tutta Italia, partecipando così a innumerevoli manifestazioni espositive. Si è sempre occupato di scenografia per la Televisione italiana (RAI). Ha creato disegni, sigle animate nel campo grafico artistico a completamento delle registrazioni.
Ha vissuto sempre d'arte e per l'arte. Nelle sue opere è sempre evidente la profonda conoscenza del disegno, delle combinazioni cromatiche, delle prospettive. Le sue opere sono di una viva e gaia dolcezza, sfumate nei contorni, tenui nei colori. Per l'artista la pittura rappresenta un'evasione dalla vita quotidiana, una passione cui dedicare coi gioia tutto il tempo libero. L'arte non è per lui un tormento, ma liberazione, possibilità di esprimere in silenzio i sentimenti da un soggetto, soddisfazione di dar vita ad una sinfonia di colori.
Le sue tecniche artistiche erano la pittura ad olio, acquerello e pastello. Ha tenuto mostre personali su gran parte del territorio italiano, si ricordano le principali a Bolzano, Levico Terme, Trento, Genova, Padova, Napoli, Livorno, Pavia, Bressanone, Nuoro, Trapani.